# Kiszewo (przystanek kolejowy)
Kiszewo – przystanek kolejowy w Kiszewie na linii kolejowej nr 381 Oborniki Wielkopolskie - Wronki, w województwie wielkopolskim.